# Isoetes colombiana
Isoetes colombiana là một loài dương xỉ trong họ Isoetaceae. Loài này được T.C. Palmer H.P. Fuchs mô tả khoa học đầu tiên năm 1982.